# Allotettix americanus
Allotettix americanus är en insektsart som beskrevs av Hancock, J.L. 1907. Allotettix americanus ingår i släktet Allotettix och familjen torngräshoppor. Inga underarter finns listade i Catalogue of Life.